# 马昭援
马昭援，山东章邱人，是一名清朝政治人物。拔贡生出身。
马昭援曾于1815年接替张敬业任青浦县知县一职，1816年由陈凤喈接任。